# Land (1975–2002)
Land (1975–2002) – dwupłytowy album kompilacyjny Patti Smith zawierający nagrania z lat 1974–2002.

## Lista utworów

### CD 1
1. "Dancing Barefoot" (Ivan Kral, Patti Smith) – 4:16
2. "Babelogue" (Patti Smith) – 1:29
3. "Rock N Roll Nigger" (Lenny Kaye, Patti Smith) – 3:23
4. "Gloria" (Van Morrison, Patti Smith) – 5:52
5. "Pissing in a River" (Kral, Patti Smith) – 4:51
6. "Free Money" (Kaye, Patti Smith) – 3:48
7. "People Have the Power" (Patti Smith, Fred Smith) – 5:09
8. "Because the Night" (Patti Smith, Bruce Springsteen) – 3:23
9. "Frederick" (Patti Smith) – 3:03
10. "Summer Cannibals" (Patti Smith, Fred Smith) – 4:09
11. "Ghost Dance" (Kaye, Patti Smith) – 4:41
12. "Ain't It Strange" (Kral, Patti Smith) – 6:36
13. "1959" (Tony Shanahan, Patti Smith) – 4:00
14. "Beneath the Southern Cross" (Kaye, Patti Smith) – 4:36
15. "Glitter in Their Eyes" (Oliver Ray, Smith) – 3:04
16. "Paths That Cross" (Patti Smith, Fred Smith) – 4:20
17. "When Doves Cry" (Prince) – 4:59

### CD 2
1. "Piss Factory" (version) (Patti Smith, Richard Sohl) – 5:02
2. "Redondo Beach" (demo version) (Kaye, Smith, Sohl) – 3:44
3. "Distant Fingers" (demo version) (Allen Lanier, Smith) – 4:56
4. "25th Floor" (live – Eugene, Oregon, May 1978) (Ivan Kral, Smith) – 5:43
5. "Come Back Little Sheba" (version) (Kaye, Smith) – 2:36
6. "Wander I Go" (version) (Oliver Ray, Smith) – 4:56
7. "Dead City" (live – Denmark, 1 July 2001) (Ray, Smith) – 4:34
8. "Spell" (live – Portland, Oregon, 5 August 2001) (Allen Ginsberg, Ray) – 6:40
9. "Wing" (live – Paris, July 2001) (Smith) 	– 5:05
10. "Boy Cried Wolf" (live – Paris, July 2001) (Smith) – 5:48
11. "Birdland" (live – Los Angeles, 9 August 2001) (Kaye, Kral, Smith, Sohl) – 9:42
12. "Higher Learning" (version) (Jay Dee Daugherty, Kaye, Ray, Tony Shanahan, Smith, Frank Ray) – 7:21
13. "Notes to the Future" (live – New York City, 1 January 2002) (Smith; Charles Strouse, Martin Charnin) – 6:05
14. "Tomorrow" (live – Philadephia, 13 May 1979) (Smith; Charles Strouse, Martin Charnin)  (utwór nie wymieniony na liście)